# گوردن، ویکتوریا
گوردن (به انگلیسی: Gordon) یک شهرک در استرالیا است که در ویکتوریا (استرالیا) واقع شده‌است.